# هومر د. كالكينز
هومر د. كالكينز (بالإنجليزية: Homer D. Calkins)‏ هو مقدم تلفزيوني وعالم بيئة وكاتب العمود أمريكي، ولد في 30 أغسطس 1911 في Fort Morgan, Colorado ‏ في الولايات المتحدة، وتوفي في 19 مارس 1996 في آيوا فولز في الولايات المتحدة.